# MVG-Baureihe A
Die Doppeltriebwagen der MVG-Baureihe A sind seit 1971 auf dem 750-Volt-Gleichstrom-Netz der Münchener U-Bahn im regelmäßigen Einsatz und damit die ältesten Fahrzeuge im Bestand der Münchner Verkehrsgesellschaft (MVG). Von den normalspurigen Elektrotriebwagen ohne Wagenübergang in Aluminiumleichtbauweise sind inklusiv der Prototypen in fünf Bauserien bis 1984 insgesamt 194 Doppeltriebwagen ausgeliefert worden. Für eine bessere soziale Kontrolle besitzen die Wagen an den gekuppelten Enden Fenster. Nach ersten Ausmusterungen sollen die restlichen Fahrzeuge der Baureihe A bis 2026 ausscheiden. Die direkte Nachfolgegeneration B steht seit 1981 im Betriebseinsatz. Aktuell werden von der MVG die U-Bahn-Züge der Serie C2 bezogen.

## Entwicklung
Das schon seit längerem in Planung befindliche Schnellbahnsystem der Stadt München bekam Auftrieb durch die Vergabe der Olympischen Sommerspiele 1972 und dem Bau der ersten Linie zum Olympiagelände. Vor Lieferung der dazu notwendigen Triebwagen kamen 1967 drei Prototypen nach München, von denen zwei von der Waggon- und Maschinenbau GmbH Donauwörth (WMD) und einer von der Waggonfabrik Josef Rathgeber geliefert wurden. Zur späteren Unterscheidung von den Serienfahrzeugen erhielten sie die Bezeichnung A1.
| Typ  | Nummern | Anzahl | Baujahre |
| ---- | ------- | ------ | -------- |
| A1   | 091–093 | 3      | 1967     |
| A2.1 | 101–151 | 51     | 1970     |
| A2.2 | 161–178 | 17     | 1974     |
| A2.3 | 201–253 | 53     | 1978     |
| A2.5 | 301–348 | 48     | 1982     |
| A2.6 | 351–371 | 21     | 1983     |

Nach erfolgreicher Erprobung der Doppeltriebwagen 6091/7091, 6092/7092 und 6093/7093 erfolgte ab 1970 die Serienauslieferung. Neben den beiden bestehenden Herstellern beteiligten sich zudem MAN sowie O&K am Bau der Fahrzeuge.
Bis 1983 entstanden so insgesamt 190 Doppeltriebwagen der als A2 bezeichneten Serienwagen, die nochmals wiederum in fünf Unterbauarten (A2.1 bis A2.6, wobei A2.4 ausgelassen wurde) unterteilt wurden. Diese Unterbauarten unterscheiden sich nur geringfügig voneinander – unter anderem hat die Baureihe A2.1 in den Einstiegsbereichen nur je eine vertikale Haltestange, die späteren je zwei. Außerdem hatten die ersten Baureihen noch keine Sichtfenster zwischen den Wagenhälften, diese wurden erst später nachgerüstet und sind deshalb kleiner als bei den späteren Baureihen.
Während die Prototypen der Serie A1 noch über Blattfederung verfügten, wurden alle folgenden U-Bahnwagen mit Luftfederung ausgerüstet. Auch besaßen die Prototypen zwischen den Sitzabteilen einfache Haltegriffe, während die Serienwagen mit Haltestangen bis zur Wagendecke ausgerüstet sind.
Von den insgesamt 193 gebauten Doppeltriebwagen wurden 2003 sechs an die VAG Nürnberg verkauft (die 2009 verschrottet wurden), vier weitere sind im Jahre 2006 dorthin verliehen sowie im November 2007 und Oktober 2008 wieder an die MVG zurückgegeben worden. Der vordere Teil des 1983 bei einem Brand zerstörten Wagens Nr. 7149 kann heute im Münchner Feuerwehrmuseum besichtigt werden. Der Prototyp-Wagen Nr. 6092 ist im Verkehrszentrum des Deutschen Museums ausgestellt. Wagen Nr. 091 wird für das MVG-Museum vorgehalten, Wagen Nr. 093, der einen erneuerten Wagenkasten erhalten hatte, ist im Februar 2025 verschrottet worden. Die Wagenfront des Wagen 6093 wurde vor der Verschrottung abgetrennt und einem Privatsammler überlassen.
Ein großer Teil der Wagen wurde bereits verschrottet oder verkauft. Die Tendenz ist weiter abnehmend, da die Wagen sukzessive durch neue C2-Gliederzüge ausgetauscht werden.

## Aufbau und Technik
Die Fahrzeuge sind, den Wagenkasten betreffend, insgesamt 37.150 mm lang und 2.900 mm breit, die Einzelwagen messen jeweils genau 18.000 mm und sind über Scharfenbergmittelpufferkupplungen miteinander verbunden.
Der Wagenkasten ist in Aluminiumleichtbauweise aus Strangpressprofilen und Aluminiumblechen gefertigt. Pro Wagenseite sind je drei zweiflügelige, über Druckluft bediente Schwenkschiebetüren mit einer lichten Weite von 1.300 mm vorhanden; zusätzlich ist pro Seite auch eine Tür am Führerstand angebracht. Durch Ziehen am Griff einer Fahrgasttür öffnet sich (im Gegensatz zur Baureihe B) nur der jeweilige Türflügel, so dass man zum Öffnen beider Hälften an beiden Griffen einer Doppelschwenkschiebetür ziehen muss. Diese Eigenschaft sollte ursprünglich dem Sparen von Heizkosten außerhalb der Tunnelstrecken dienen, hindert allerdings den Fahrgastfluss. Der Innenraum ist mit Holzimitat verkleidet. Die Sitze im Innenraum sind in Vis-a-vis-Anordnung angebracht. Die Sitzpolster sind mit blauem Kunstleder überzogen.

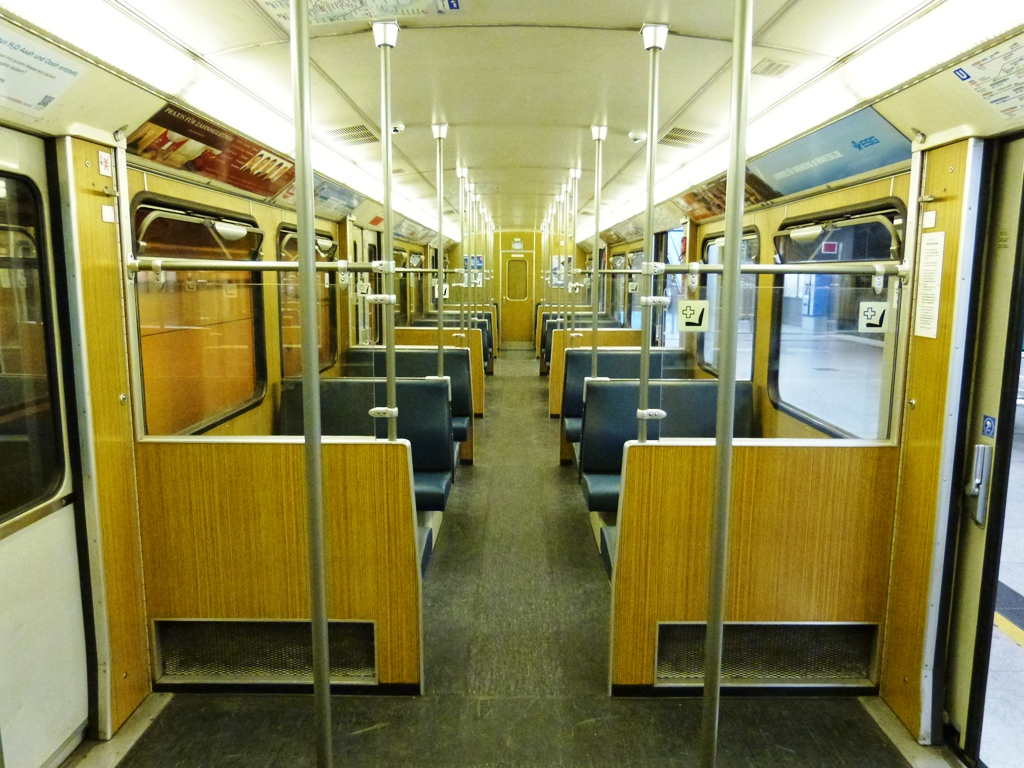
Innenraum eines A-Wagens

Angetrieben werden die Fahrzeuge von je einem pro Drehgestell angebrachten 180 kW starken Elektromotor. Dieser liegt längs zur Fahrtrichtung und verbindet jeweils die beiden Achsen eines Drehgestells mechanisch (Radsatzformel B'B'). Die Stromzufuhr erfolgt über die jeweils am äußeren Drehgestell angebrachten Stromabnehmer, die von unten eine seitlich am Gleis angebrachte Stromschiene bestreichen; da alle vier Stromabnehmer elektrisch über die Kurzkupplung verbunden sind, können Lücken bis zu 30 m überbrückt werden, ohne dass das Fahrzeug stromlos liegenbleibt. Die Vielfachsteuerung der Fahrzeuge erlaubt es, bis zu drei Doppeltriebwagen im Zugverband zu betreiben.
Die elektrischen Kontakte der Scharfenbergkupplung sind asymmetrisch, das heißt: Die Wagen haben jeweils ein Nord- und ein Südende. Die Nordhälfte eines Wagens wird mit 6xxx, die Südhälfte mit 7xxx bezeichnet. Nord- und Südende können miteinander gekuppelt werden. Es ist hingegen nicht möglich, ein Nord- und ein Nordende bzw. ein Süd- und ein Südende zu kuppeln. Die Kontakte der Kupplungen der Baureihe DT1 der U-Bahn Nürnberg sind hingegen inzwischen auf Symmetrie umgebaut, weshalb ein Kuppeln von A-Wagen und DT1 aus Nürnberg nicht mehr möglich ist.
Die Baureihe A verfügt über keine Lichtschranken, so dass der Fahrer den Zug manuell abfertigen muss. Dazu wurde in München früher das sogenannte Nabelschnurverfahren angewandt, bei dem der Fahrer den Führerraum verlässt und sich mit dem Mikrofon zum Abfertigen auf dem Bahnsteig positioniert. So kann er alle Türen sehen. Der Name „Nabelschnurverfahren“ kommt vom Mikrofonkabel, das den Fahrer wie eine Nabelschnur mit dem Triebwagen verbindet. Da das Nabelschnurverfahren relativ zeitaufwändig ist, wurde es zwischenzeitlich vom Spiegelbildverfahren abgelöst, bei dem der Fahrer ohne auszusteigen den Bahnsteig über stationäre Spiegel einsehen kann.
Bis auf den Türschließwarnton und die dazu gehörende Warnleuchte sowie einen Einklemmschutz ist die Baureihe A kaum modernisiert worden. Mit der Einführung des neuen Farbschemas der U-Bahn München im Jahr 1981 wurden nach und nach auch einige A-Wagen in dieses umlackiert. Eine Umlackierung des gesamten Bestandes ist aber bis heute nicht erfolgt, weshalb immer noch beide Farbvarianten im Betrieb zu finden sind.
Die Baureihe besitzt, außer Ziel- und Linienanzeigen an den Endwagen sowie einer Linienanzeige in Fallblatttechnik im Innenraum, kein Fahrgastinformationssystem. Die Fallblattanzeigen sind von der Firma Solari Udine in Italien hergestellt worden und basieren rein auf 110-Volt-Relaistechnik, welche binär angesprochen wird. Über einen rotierbaren Codierschalter konnten die Ziele im Führerstand eingestellt werden. Ziele und Linie waren dort fix miteinander verbunden und konnten, anders als in der Baureihe B, nicht getrennt eingestellt werden. Ein weiterer Unterschied zu den Anzeigen der Baureihe B – welche dort mit der Grundfarbe Schwarz lackiert sind – ist, dass die Anzeigen der Baureihe A in weiß lackiert wurden.
Im Zuge des Verleihs einiger Fahrzeuge an die VAG Nürnberg wurden einige der Fallblattanzeigen umgedruckt. Sie erhielten eine schwarze Grundfarbe, das Leerblatt – die Ruheposition – selbst blieb jedoch weiß.
Die Haltestellen- und Abfertigungsansagen werden von den Fahrern selbst gesprochen.
Im Zuge der Einführung des Münchner Fensters in U-Bahn und Straßenbahn erhielten aufgrund mangelnden Budgets nur die letzten beiden Serien der Baureihe A – A2.5 und A2.6 – das Fahrgastinformationssystem und damit auch automatische Durchsagen. Auch Überwachungskameras wurden nur in die letzten beiden Serien eingebaut.

## Zugbildung
Ein Doppeltriebwagen wurde für den Fahrgasteinsatz im Netz anfangs als Kurzzug bezeichnet. Zur Unterscheidung waren zwei Doppeltriebwagen als Vollzug im Einsatz. Da aber seit längerem keine einzelnen DT im Fahrgasteinsatz verkehren benennt die MVG den 4-Wagen-Zug nun als Kurzzug. Langzüge sind die 6-Wagen-Züge aus drei DT bzw. ein Gliederzug der Baureihe C. Aufgrund der maximalen Bahnsteiglänge von 120 Meter sind die Langzüge die längste Zugbildung für das Netz und werden hauptsächlich gefahren.

## Fahrzeugaustausch

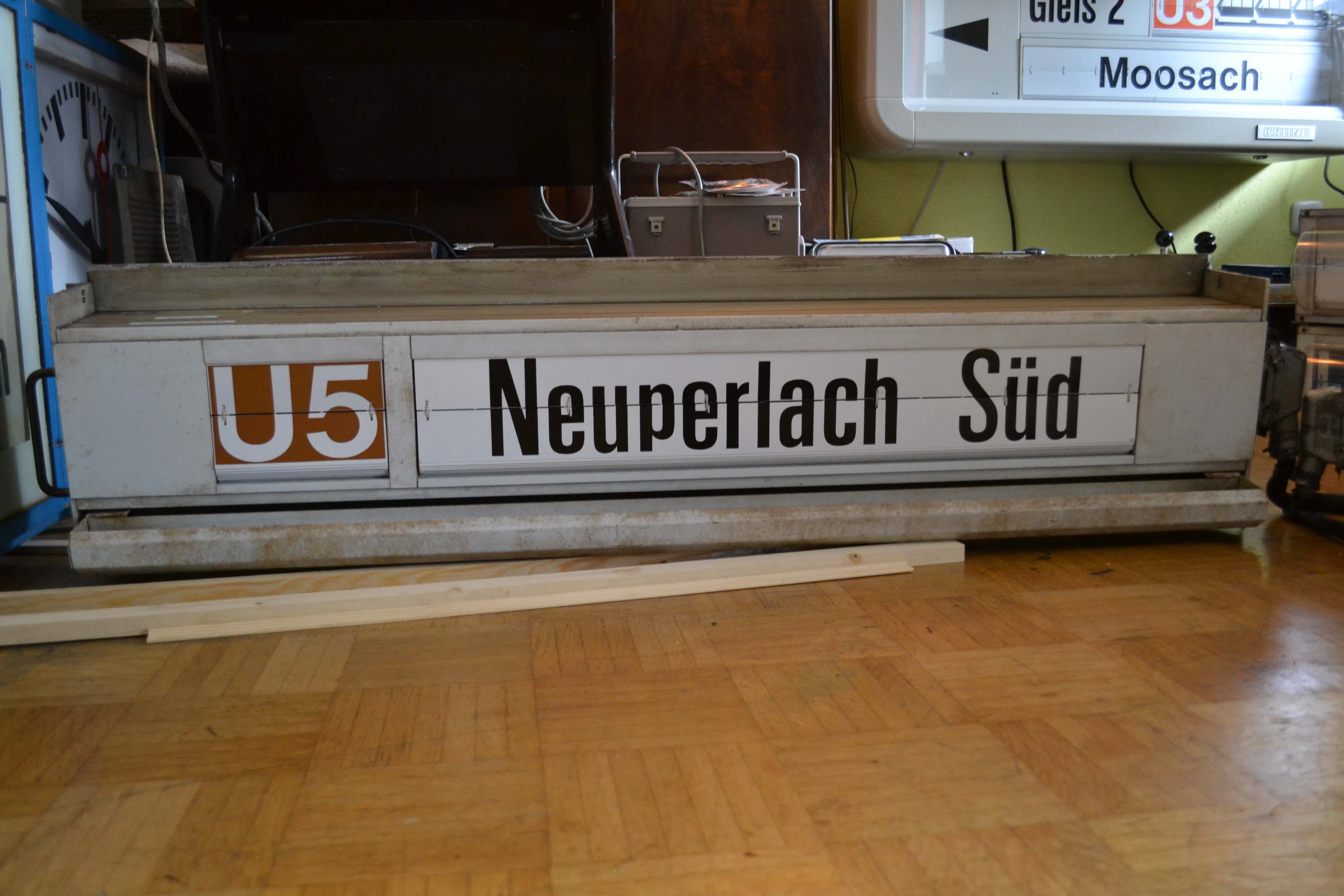
Fallblatt-Frontanzeige der MVG Baureihe A

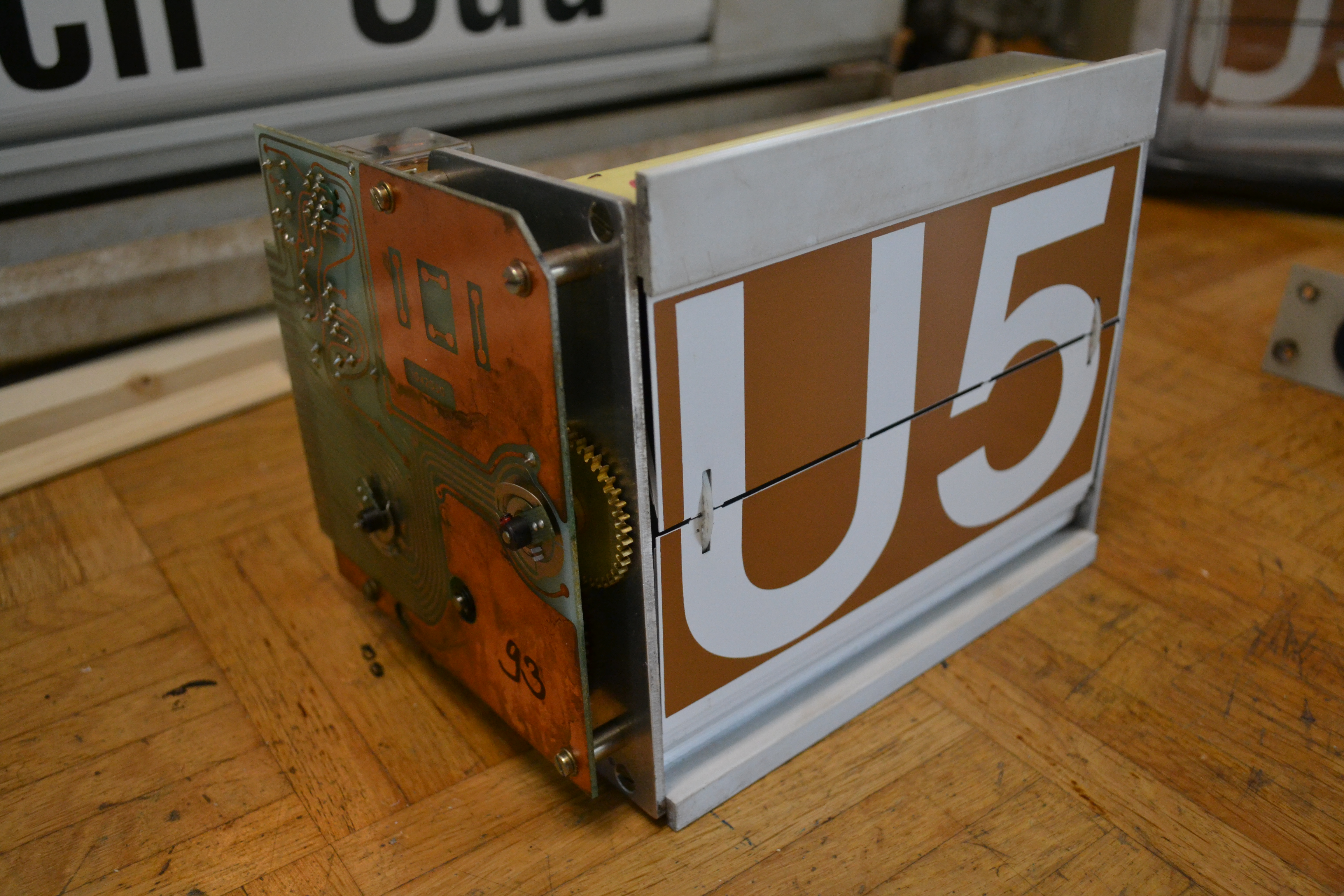
Ausgebautes Linienmodul der MVG Baureihe A. Es sitzt sowohl neben dem Zugzielmodul als auch im einzelnen Linienanzeiger im Fahrgastraum.

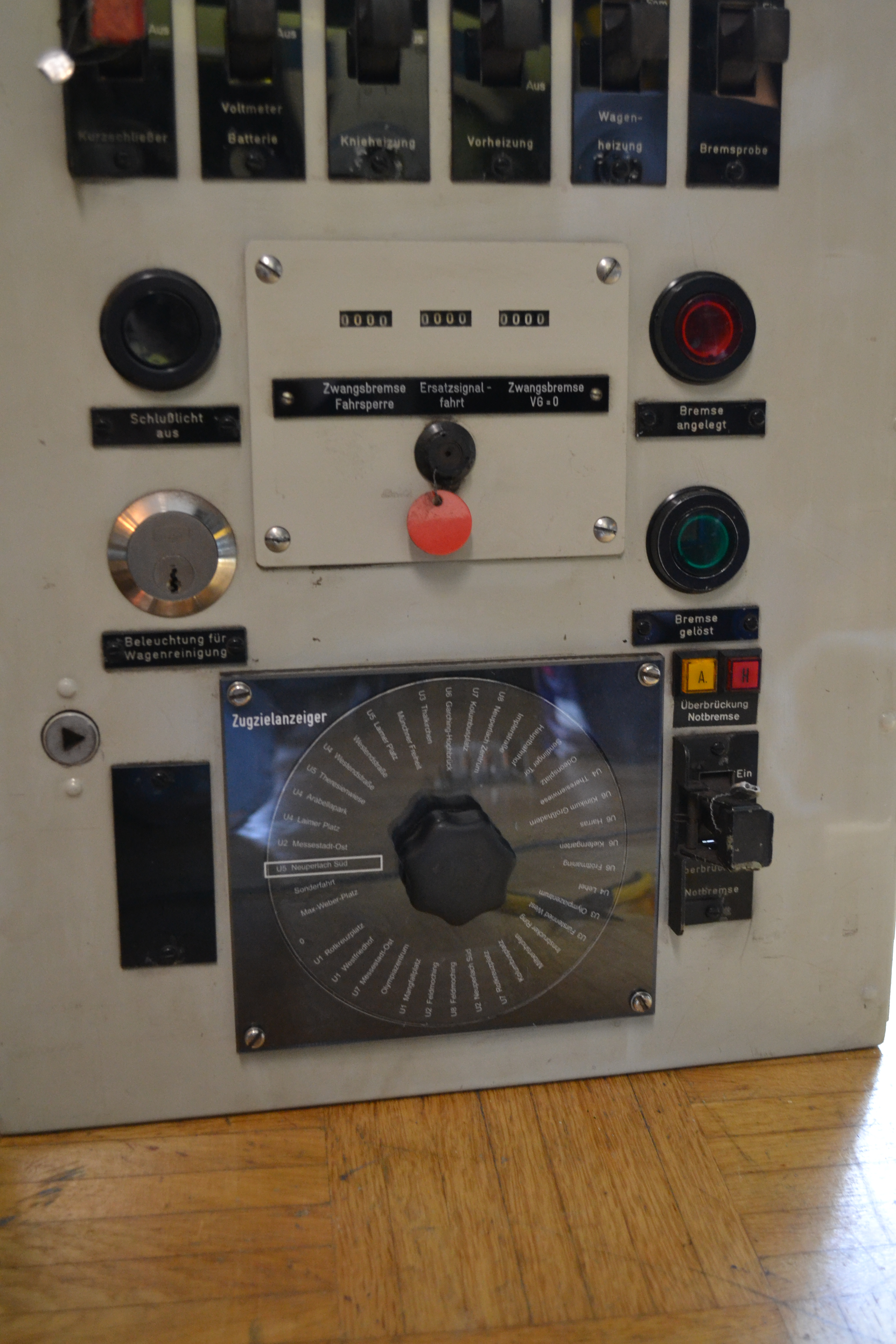
Codierschalter für Fallblattanzeiger (Stand: 1998)

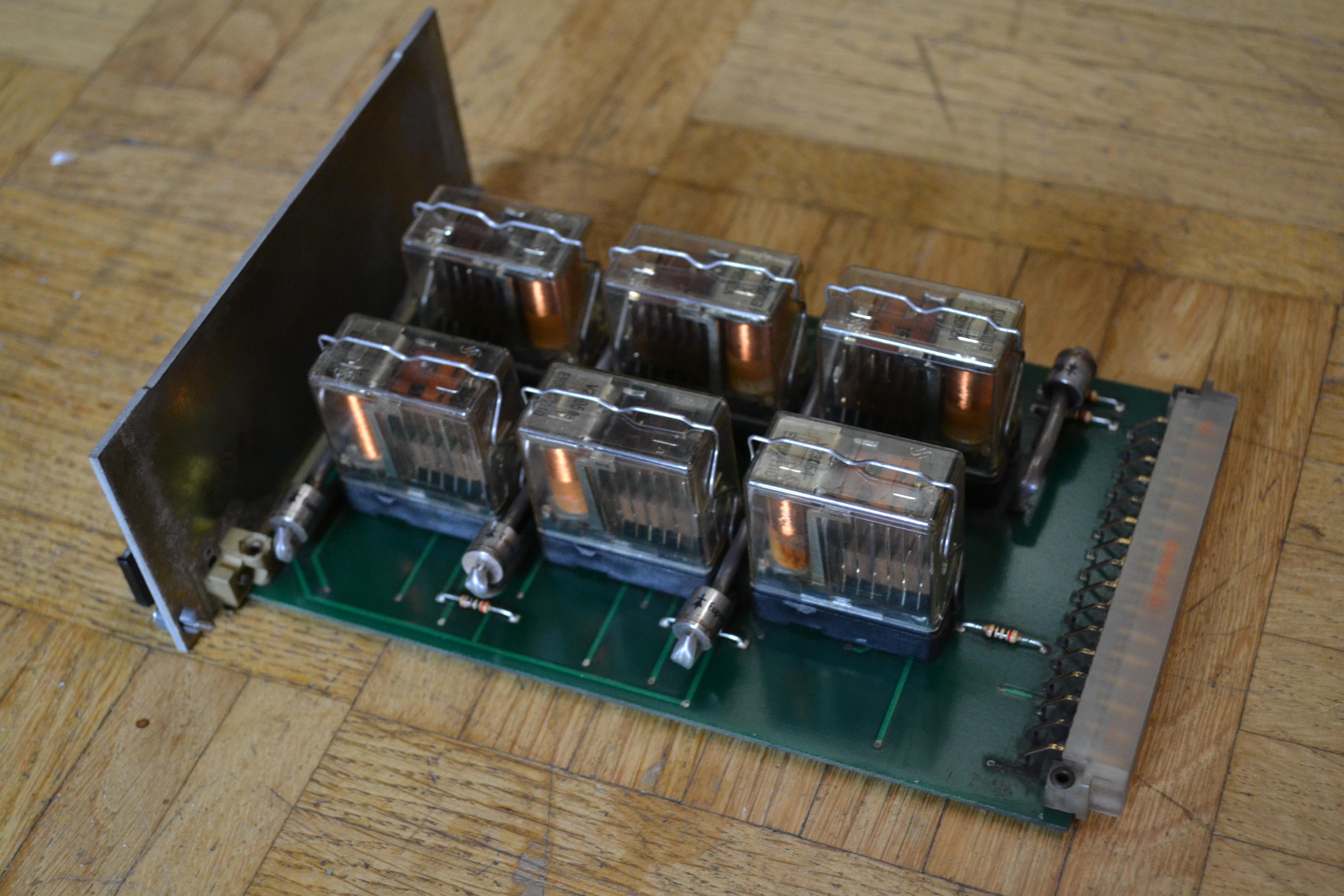
Relais-Steuerkarte für Fallblattanzeiger des A-Wagen

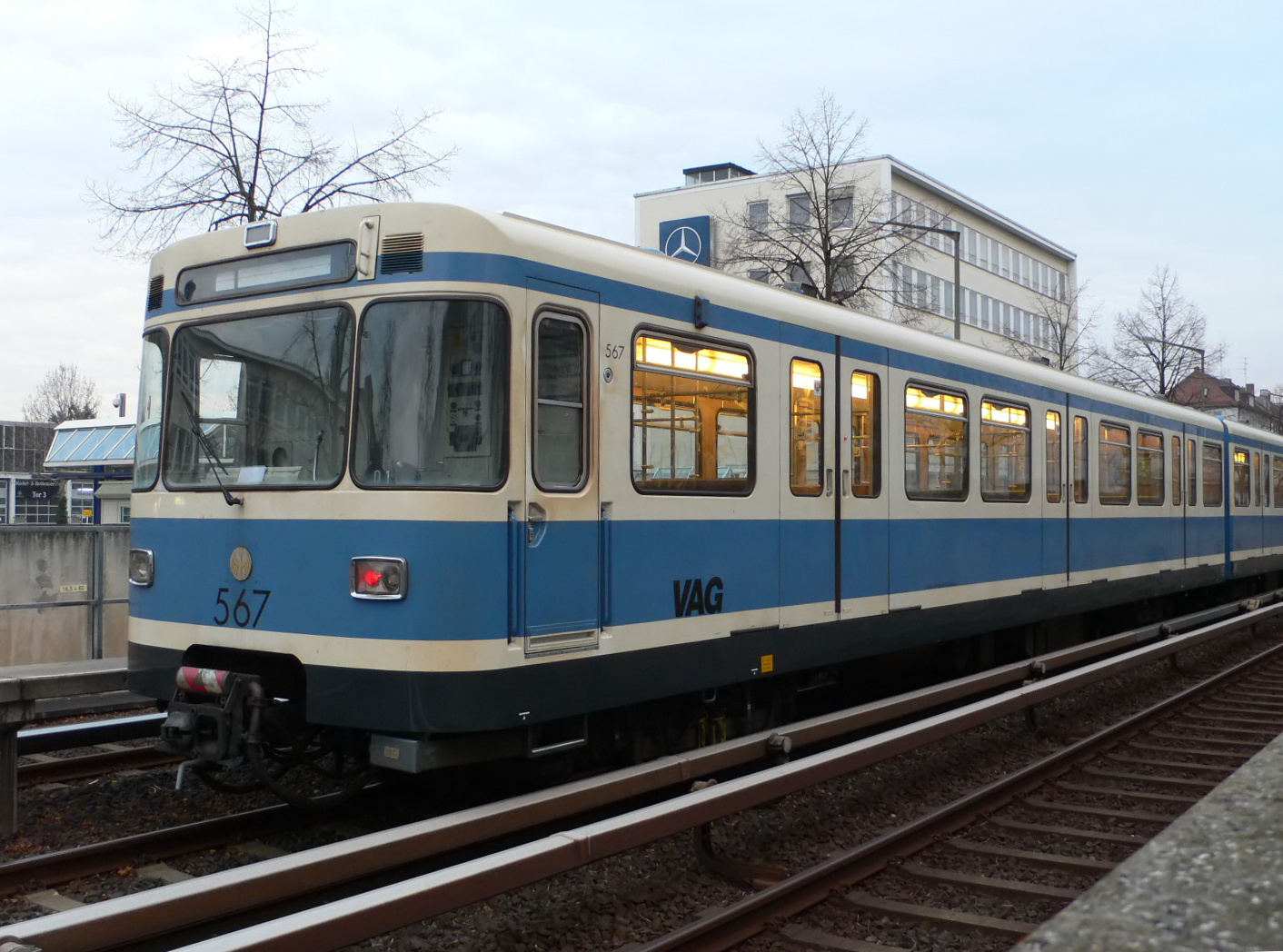
Nach Nürnberg überführter Typ A in der Abstellanlage Eberhardshof (2007)

Durch den identischen Aufbau der Münchner MVG-Baureihe A und der Nürnberger VAG-Baureihe DT1 war es möglich, dass der eine Betrieb dem jeweils anderen Fahrzeuge aus bestimmten Anlässen auslieh.
Die Tabelle bietet eine Übersicht der Tauschwagen, der Dauer ihres Gastspiels und den Anlass. Nicht aufgeführt sind die sechs Münchner Fahrzeuge, die 2003 von der VAG Nürnberg übernommen und nicht mehr zurückgegeben wurden. Mittlerweile sind diese Fahrzeuge alle verschrottet worden.
| Tausch             | Dauer                                 | Anlass                                 | Fahrzeuge                                  |
| ------------------ | ------------------------------------- | -------------------------------------- | ------------------------------------------ |
| Nürnberg → München | 6. August 1972 bis 11. September 1972 | Olympische Sommerspiele 1972           | 401/402, 403/404, 409/410, 411/412         |
| München → Nürnberg | März 1978 bis 6. September 1978       | Verlängerung der U1 bis Weißer Turm    | 6130/7130, 6131/7131, 6148/7148            |
| München → Nürnberg | 28. Oktober 1978 bis April 1979       | Kirchentag und Christkindlesmarkt      | 6128/7128, 6133/7133, 6134/7134            |
| Nürnberg → München | 19. November 1980                     | Papstbesuch                            | 423/424, 425/426, 427/428                  |
| München → Nürnberg | 4. Oktober 2006 bis 14. Oktober 2008  | Leihfahrzeuge während der DT2-Umbauten | 6103/7103, 6104/7104, 6108/7108, 6126/7126 |

### Kuriosa
Bei den Überführungsfahrten 2003 sowie 2006 (hin) und 2009 (zurück) wurden die A-Wagen mit einer Dampflok der Baureihe 52 auf dem öffentlichen Schienennetz von München nach Nürnberg bzw. zurück befördert. Hierbei handelte es sich nicht um gewissermaßen als „Nostalgiefahrten“ geplante Ereignisse, sondern die Fränkische Museums-Eisenbahn e. V. mit Sitz in Nürnberg – formal als Eisenbahnverkehrsunternehmen registriert und zugelassen – bewarb sich auf eine entsprechende Ausschreibung und gewann diese. Um die Kupplung zu gewährleisten, wurde zwischen die Lokomotive und die U-Bahn-Wagen ein Adapterwagen zwischengekuppelt.